# Astérix (jeu vidéo, 1992)
Pour les articles homonymes, voir Astérix (homonymie) et Astérix (série de jeux vidéo).
Astérix est un jeu vidéo de type beat them all développé et édité par Konami sur borne d'arcade en 1992.

## Synopsis
Il est basé sur la bande dessinée Astérix, le déroulement du jeu reprenant certains albums comme Astérix et Cléopâtre, Astérix chez les Bretons, Astérix en Corse, Astérix en Hispanie, Astérix chez Rahazade.
On peut retrouver à la fin de certains niveaux des stages bonus, comme la course de chars à la fin du premier niveau.
Une version beta du jeu peut être aperçue dans un article du Journal d'Astérix en 1992. Le scenario initial devait mener Astérix à se battre contre des ninja pour délivrer une princesse orientale. Albert Uderzo aurait néanmoins mis son veto car "les situations sont amusantes mais ne correspondent pas vraiment à l'univers d'Astérix".
L'équipe chargée du jeu a alors fait un repérage en France avant d'arriver au jeu que l'on connaît. L'article mentionne également 3 000 bornes du jeu installées en Europe.

## Système de jeu
Le mode de jeu multijoueur permet de choisir Astérix, Obélix ou les deux joueurs en simultané.
Le gameplay est basé sur deux boutons : un pour les coups, l'autre pour le saut.
Les personnages ont la possibilité d'effectuer des coups spéciaux (expliqués dans un tutoriel au début du jeu).
La progression dans les niveaux se fait de gauche à droite, mais également en profondeur. Chaque niveau se termine par un boss.